# Église Sainte-Jeanne d'Arc de la Mutualité
L'église Sainte-Jeanne d'Arc de la Mutualité est un lieu de culte catholique, situé rue Clovis-Hugues à Saint-Denis (Seine-Saint-Denis), dans le domaine Montjoie.
Son nom provient du quartier Mutualité, dont les habitants, au début du XXe siècle, mutualisèrent leurs moyens pour construire leurs logements.

## Histoire
Elle fait partie des projets promus par l'Œuvre des Chantiers du Cardinal entre 1931 et 1934. Elle venait ainsi doter ce quartier nouvellement créé et dépourvu de lieu de culte. 
Le terrain sur lequel cette église est implantée offre comme avantage de se trouver face à une rue légèrement en pente, la rue de Choisy, disposition qui permet d’accroître la visibilité de l’église au sein d’un quartier pavillonnaire dominé par des constructions de faible hauteur.
Cette église est caractéristique de cette architecture religieuse de l’entre-deux-guerres marquée par un retour aux héritages de l’antiquité chrétienne et de l’époque médiévale. 
En 2016, elle joue un rôle d'hébergement d'urgence pour des dizaines de réfugiés expulsés de leur campement avenue du Président-Wilson
, jusqu'à fin décembre.

## Description
L’église est orientée au nord-ouest et bâtie selon un plan longitudinal avec une tour-clocher en façade.
De style plus particulièrement roman, elle fait partie de l’important corpus de lieux de culte construit par son architecte A. J. Nasousky et dont on trouve de nombreux exemples dans l’Est de la France, en région parisienne (Drancy, Asnières…) et au Havre.
Il se caractérise par la construction de murs creux d’une grande solidité et d’une étanchéité parfaite, dont les parois sont formées d’éléments indépendants solidarisés par des clés transversales (rectangulaires, cruciformes et fixes rectangulaires) pendant la mise en œuvre. Économique, car permettant la construction en série et par avance des éléments, il s’inscrivait ainsi dans la droite ligne des techniques de construction résolument moderne, solide et réaliste encouragées par les Chantiers du Cardinal pour mener à bien les nombreux projets en région parisienne.

## Accès - infos
- Autobus 253, arrêt Clovis-Hugues
- Ligne 13 du métro de Paris, arrêt Saint-Denis - Université puis 10 min à pied ou bus 253
- Ligne 1 du tramway d'Île-de-France, arrêt Hôpital-Delafontaine puis 10 min à pied